# 萨拉梅阿
萨拉梅阿（法語：Sarraméa，發音：[saʁamea] ⓘ）是法国海外特殊集体新喀里多尼亞南部省的市镇，面积106.4平方千米，2019年1月1日人口为572人。

## 地理
萨拉梅阿（21°39'0"S, 165°41'0"E）面积106.4平方千米，位于法国海外特殊集体新喀里多尼亞。
与萨拉梅阿接壤的市镇（或旧市镇、城区）包括：卡纳拉、法里诺、拉福阿、莫安杜、夸瓦。
萨拉梅阿的时区为UTC+11:00。

## 行政
萨拉梅阿的邮政编码为98882，INSEE市镇编码为98828。

## 政治
萨拉梅阿的现任市长为普丽斯卡·霍莱罗（Prisca Holero）女士，任期为2020-2026年。

## 人口
萨拉梅阿于2019年1月1日时的人口数量为572人。